# Dedekindsumma
En dedekindsumma är en slags summor som innehåller summor och produkter av sågtandskurvan.

## Definition
Definiera sågtandsfunktionen {\displaystyle \left(\left(\right)\right):\mathbb {R} \rightarrow \mathbb {R} } som  
{\displaystyle ((x))={\begin{cases}x-\lfloor x\rfloor -1/2,&{\mbox{om }}x\in \mathbb {R} \setminus \mathbb {Z} ;\\0,&{\mbox{om }}x\in \mathbb {Z} .\end{cases}}}
Då definieras
{\displaystyle D(a,b;c)=\sum _{n{\bmod {c}}}\left({\Bigg (}{\frac {an}{c}}{\Bigg )}\right)\left(\left({\frac {bn}{c}}\right)\right)}
Då a=1 skrivs funktionen ofta som
s(b,c) = D(1,b;c).

## Reciprocitetslagen
Om b och c är relativt prima heltal är
{\displaystyle s(b,c)+s(c,b)={\frac {1}{12}}\left({\frac {b}{c}}+{\frac {1}{bc}}+{\frac {c}{b}}\right)-{\frac {1}{4}}.}
En generalisering av Hans Rademacher är följande: om a,b och c är parvis relativt prima är
{\displaystyle D(a,b;c)+D(b,c;a)+D(c,a;b)={\frac {1}{12}}{\frac {a^{2}+b^{2}+c^{2}}{abc}}-{\frac {1}{4}}.}